# Statisztikai adat
A statisztikai adat valamely statisztikai sokaság elemeinek száma, vagy a sokaság valamely másféle számszerű jellemzője, mérési eredmény.

## Fajtái
Alapadatoknak nevezzük az elsődleges, mérés vagy számlálás útján elérhető adatokat. Például: gépkocsiállomány, turistaforgalom.
Leszármaztatott adatokhoz két vagy több alapadattal végzett művelet eredményeképpen jutunk. Például: egy főre jutó gépkocsik száma.
A rendszeresen ismétlődő jelenségeket jellemző statisztikai – általában leszármaztatott – adatokat statisztikai mutatószámoknak nevezzük.